# Szécskeresztúr
Szécskeresztúr (szlovákul: Zemplínska Teplica, korábban Križovany Kerestúr) község Szlovákiában, a Kassai kerület Tőketerebesi járásában.

## Fekvése
Tőketerebestől 16 km-re északnyugatra, a Ronyva- és a Helmec-patak között fekszik.

## Története
Területén már a latén korban is éltek emberek.
A mai települést 1263-ban „Cristur” alakban említik először. 1305-ben „Kyrysthur”, „Kyrystur” néven írják. 1332-ben a pápai tizedjegyzékben említik először a Szent Kereszt tiszteletére szentelt templomát. A falu birtokosa a Gutkeled nembeli Keresztúri Péter volt. 1364-ben „Kereztur”, 1410-ben „Kresztur”, 1488-ban „Kiskereztur” néven említik a korabeli források. A 16. században a Báthory és Soós családok, valamint még mások is a birtokosai. A 18. században a Szirmay és Lusinszky családoknak voltak itt nagyobb birtokaik. 1715-ben 13 lakatlan és 12 lakott háza állt. 1787-ben 106 házában 197 lakos élt.
A 18. század végén Vályi András így ír róla: „Szécs Keresztúr. Elegyes falu Zemplén Várm. földes Ura Szirmai Uraság, és több Urak, lakosai katolikusok, és másfélék, fekszik Nagy Azárnak szomszédságában, és annak filiája, Szilvás Újfaluhoz, Egreshez egy órányira, határja 3 nyomásbéli, földgye fekete, és sárga, gabonát leg inkább, zabot pedig középszerűen terem, erdeje van, szőleje nints, rét, és víz nélkűl szűkölködik, piatza Kassán 4 mértföldnyire.”
1828-ban 117 háza volt 879 lakossal. 1831. július 24-én itt tört ki az ún. koleralázadás. Lakói mezőgazdasággal, gyümölcstermesztéssel, szövéssel, tímármesterséggel, szénégetéssel, kosárfonással, faárukészítéssel foglalkoztak.
Fényes Elek 1851-ben kiadott geográfiai szótárában így ír a faluról: „Szécs-Keresztúr, Zemplén vmegyében, orosz-tót falu, N.-Azarhoz 3/4 mfdnyire: 350 római, 517 g. kath., 11 zsidó lak., gör. kath. paroch. róm. kath. fil. templommal. Szép izlésü urasági kastély és kert. Erdő. F. u. b. Lusinczky. Ut. p. Velejte.”
1890 és 1910 között sok lakója kivándorolt a tengerentúlra. A 19. századtól malom és szeszfőzde működött a községben. A 20. században a Propper család volt a birtokosa.
Borovszky Samu monográfiasorozatának Zemplén vármegyét tárgyaló része szerint: „Szécskeresztúr, Abauj-Torna vármegye határán fekvő tót kisközség 202 házzal és 1135 gör. kath. és róm. kath. vallású lakossal. Postája, távírója és vasúti állomása Gálszécs. Hajdan Alsó Szécs néven is szerepel és Purustyán-vár tartozéka volt. Az 1598-iki összeírásban Báthory István és Soós András és István vannak birtokosaiul említve, azután Drugeth János és Pázmány Péter bírják, kik 1626-ban Nyáry Istvánnak és nejének zálogosítják el. Rövid ideig a Bocskayak is birtokában ülnek, azután a Pethő grófoké lesz s női ágon a báró Révayakra jut. Később a Szirmayak lesznek földesurai, majd, a mult század közepe táján, báró Luzsénszky Pál. Mos dr. Propper Adolfnak van itt nagyobb birtoka s régi úrilaka, mely a Pethőéké és a Szirmayaké volt, azután a Luzsénszkyaké lett és ezektől vették meg Holländer Lajos és neje, kinek jogutódai ma birtokolják. Van itt gazdasági szeszgyár is, a mely ifj. Mandl Pál tulajdona. A község mellett, az ú. n. Nagy-Várhegyen, körülárkolt és sánczolt terület van; ezen belül régebben egy kicsiny vár nyomai is látszottak s ide széles út vezetett, melyne a nyomai még ma is megvannak. Valószínűleg a közeli Szaláncz várának volt itt valamely megerősített őrhelye. A község határában barnaszén található. 1831-ben, a kolera következtében, itt is kiütött a pórlázadás. Két temploma közül a gör. kath. templom 1790-ben épült; a paróchiát gróf Pethő Ferencz még 1700-ban alapította. A római katholikus templomot 1779-ben Szirmay Imre építtette. A görög katholikus egyház kisebb faragott oltárszekrényt őriz, melyet báró Luzsénszky Pál az 1848/49-iki szabadságharcz után kufsteini börtönében készített.”
1920-ig Zemplén vármegye Gálszécsi járásához tartozott.

## Népessége
| Év:            | 1994. | 2004.   | 2014.    | 2024.    |
| -------------- | ----- | ------- | -------- | -------- |
| Emberek száma: | 1391  | 1466    | 1641     | 1859     |
| Eltérés:       |       | +5,39 % | +11,93 % | +13,28 % |

| Év:            | 2023. | 2024.   |
| -------------- | ----- | ------- |
| Emberek száma: | 1855  | 1859    |
| Eltérés:       |       | +0,21 % |

1910-ben 1071-en, többségében szlovákok lakták, jelentős magyar kisebbséggel.
2001-ben 1384 lakosából 1283 szlovák és 60 cigány volt.
2011-ben 1551 lakosából 1516 szlovák.

## Nevezetességei
- Határában, a falutól 1,5 km-re emelkedő 378 m magas Várhegyen állnak várának csekély maradványai.
- Kastélya a 18. század első felében épült, a 19. század második felében átépítették.
- A Legszentebb Istenanya tiszteletére szentelt, görögkatolikus temploma 1790-ben létesült.
- Keresztelő Szent János tiszteletére szentelt, római katolikus temploma 1947-ben épült.
- Az 1831-es parasztfelkelés emléktáblája az iskolában.